# Ferocactus glaucescens
Ferocactus glaucescens Britton & Rose – gatunek ferokaktusa pochodzący z Meksyku.

## Morfologia i biologia
Ma kulisty kształt i niebieskawozieloną skórkę. Rośnie pojedynczo. Dorasta do 40 cm wysokości i 30–50 cm średnicy. Ma 11–15 prostych, rozdzielonych głębokimi bruzdami żeber i gęsto osadzone wełniaste areole. Z każdej wyrasta po 6–7 żółtych cierni bocznych o długości 3–4 cm i czasami jeden cierń środkowy. Kaktus ten ma dzienne, żółte kwiaty.

## Uprawa
Zakwita latem. Wymaga pełnego nasłonecznienia i temperatury minimalnej 10 °C.